# Barnard (Kansas)
Barnard – miasto w Stanach Zjednoczonych, w stanie Kansas, w hrabstwie Lincoln.